# Ndola
Ndola és una ciutat situada al nord de la Zàmbia central, propera a la frontera amb la República Democràtica del Congo, té 774.757 habitants (2007) i és la segona ciutat més poblada del país. És la capital de la província de Copperbelt i del districte de Ndola. Es troba a 177 quilòmetres de Kabwe i a 316 quilòmetres de la capital, Lusaka, connectada a aquestes ciutats per una carretera pavimentada.
Al segle xix, Ndola era un punt de tràfic d'esclaus. El 1904 es va convertir en centre administratiu, el 1924 en municipi i el 1932 se li va atorgar la qualitat de ciutat.
És un centre de manufactura de coure, i una de les regions mineres i manufactureres més importants d'Àfrica, amb xarxa de carretera i ferroviària a les mines, indústries i ciutats properes.
La zona industrial de Ndola abasta aquesta ciutat, i les ciutats de Chingola, Mufulira, Kitwe, Kalulushi i Luanshya, totes elles amb més de 100.000 habitants. També es troba en aquesta ciutat la Universitat de Zàmbia.